# Jong Tae-se
Jong Tae-se (정대세?; Nagoya, 2 marzo 1984) è un ex calciatore nordcoreano, di ruolo attaccante.

## Carriera

### Club
È nato in Giappone a Nagoya da genitori zainichi (madre Chosen-seki, padre con cittadinanza sudcoreana) espatriati durante la guerra, e per tale motivo ha la tripla cittadinanza dei tre paesi. Ragazzino, è stato mandato dalla madre a studiare alla Chongryon School, dove ha cominciato a giocare a calcio, e in seguito all'Università privata della Corea del Nord a Tokyo. Lì ha ottenuto il passaporto nordcoreano pur continuando a giocare in Giappone per il Kawasaki Frontale.
Il 9 luglio 2010 firma un biennale con la squadra tedesca del Bochum, che gioca in seconda divisione. Il 31 gennaio 2012 viene ufficializzato il suo trasferimento al Colonia, squadra militante nella Bundesliga.
È il primo calciatore nordcoreano a giocare in Corea del Sud.

### Nazionale
Con la Nazionale della Corea del Nord ha disputato 33 partite: i 15 gol segnati gli hanno valso il soprannome di "Rooney del Popolo".
Hanno avuto risonanza mediatica le sue lacrime durante l'esecuzione dell'inno nazionale nordcoreano nella partita disputata ai mondiali di calcio 2010 contro il Brasile, vinta dalla nazionale sudamericana per 2 a 1.

## Statistiche

### Cronologia presenze e reti in nazionale
| Cronologia completa delle presenze e delle reti in nazionale ― Corea del Nord | Cronologia completa delle presenze e delle reti in nazionale ― Corea del Nord | Cronologia completa delle presenze e delle reti in nazionale ― Corea del Nord | Cronologia completa delle presenze e delle reti in nazionale ― Corea del Nord | Cronologia completa delle presenze e delle reti in nazionale ― Corea del Nord | Cronologia completa delle presenze e delle reti in nazionale ― Corea del Nord | Cronologia completa delle presenze e delle reti in nazionale ― Corea del Nord | Cronologia completa delle presenze e delle reti in nazionale ― Corea del Nord |
| Data                                                                          | Città                                                                         | In casa                                                                       | Risultato                                                                     | Ospiti                                                                        | Competizione                                                                  | Reti                                                                          | Note                                                                          |
| ----------------------------------------------------------------------------- | ----------------------------------------------------------------------------- | ----------------------------------------------------------------------------- | ----------------------------------------------------------------------------- | ----------------------------------------------------------------------------- | ----------------------------------------------------------------------------- | ----------------------------------------------------------------------------- | ----------------------------------------------------------------------------- |
| 19-6-2007                                                                     | Taipa                                                                         | Corea del Nord                                                                | 7 – 0                                                                         | Mongolia                                                                      | Coppa dell'Asia orientale 2008                                                | 4                                                                             |                                                                               |
| 21-6-2007                                                                     | Taipa                                                                         | Corea del Nord                                                                | 7 – 1                                                                         | Macao                                                                         | Coppa dell'Asia orientale 2008                                                | 4                                                                             |                                                                               |
| 24-6-2007                                                                     | Taipa                                                                         | Corea del Nord                                                                | 1 – 0                                                                         | Hong Kong                                                                     | Coppa dell'Asia orientale 2008                                                | -                                                                             |                                                                               |
| 6-2-2008                                                                      | Amman                                                                         | Giordania                                                                     | 0 – 1                                                                         | Corea del Nord                                                                | Qual. Mondiali 2010                                                           | -                                                                             |                                                                               |
| 17-2-2008                                                                     | Chongqing                                                                     | Giappone                                                                      | 1 – 1                                                                         | Corea del Nord                                                                | Coppa dell'Asia orientale 2008                                                | 1                                                                             |                                                                               |
| 20-2-2008                                                                     | Chongqing                                                                     | Corea del Sud                                                                 | 1 – 1                                                                         | Corea del Nord                                                                | Coppa dell'Asia orientale 2008                                                | 1                                                                             |                                                                               |
| 23-2-2008                                                                     | Chongqing                                                                     | Cina                                                                          | 3 – 1                                                                         | Corea del Nord                                                                | Coppa dell'Asia orientale 2008                                                | -                                                                             |                                                                               |
| 26-3-2008                                                                     | Shanghai                                                                      | Corea del Nord                                                                | 0 – 0                                                                         | Corea del Sud                                                                 | Qual. Mondiali 2010                                                           | -                                                                             |                                                                               |
| 2-6-2008                                                                      | Aşgabat                                                                       | Turkmenistan                                                                  | 0 – 0                                                                         | Corea del Nord                                                                | Qual. Mondiali 2010                                                           | -                                                                             |                                                                               |
| 14-6-2008                                                                     | Pyongyang                                                                     | Corea del Nord                                                                | 2 – 0                                                                         | Giordania                                                                     | Qual. Mondiali 2010                                                           | -                                                                             |                                                                               |
| 22-6-2008                                                                     | Seul                                                                          | Corea del Sud                                                                 | 0 – 0                                                                         | Corea del Nord                                                                | Qual. Mondiali 2010                                                           | -                                                                             |                                                                               |
| 10-9-2008                                                                     | Shanghai                                                                      | Corea del Nord                                                                | 1 – 1                                                                         | Corea del Sud                                                                 | Qual. Mondiali 2010                                                           | -                                                                             |                                                                               |
| 15-10-2008                                                                    | Teheran                                                                       | Iran                                                                          | 2 – 1                                                                         | Corea del Nord                                                                | Qual. Mondiali 2010                                                           | 1                                                                             |                                                                               |
| 11-2-2009                                                                     | Pyongyang                                                                     | Corea del Nord                                                                | 1 – 0                                                                         | Arabia Saudita                                                                | Qual. Mondiali 2010                                                           | -                                                                             |                                                                               |
| 28-3-2009                                                                     | Pyongyang                                                                     | Corea del Nord                                                                | 2 – 0                                                                         | Emirati Arabi Uniti                                                           | Qual. Mondiali 2010                                                           | -                                                                             |                                                                               |
| 1-4-2009                                                                      | Seul                                                                          | Corea del Sud                                                                 | 1 – 0                                                                         | Corea del Nord                                                                | Qual. Mondiali 2010                                                           | -                                                                             |                                                                               |
| 6-6-2009                                                                      | Pyongyang                                                                     | Corea del Nord                                                                | 0 – 0                                                                         | Iran                                                                          | Qual. Mondiali 2010                                                           | -                                                                             |                                                                               |
| 17-6-2009                                                                     | Riad                                                                          | Arabia Saudita                                                                | 0 – 0                                                                         | Corea del Nord                                                                | Qual. Mondiali 2010                                                           | -                                                                             |                                                                               |
| 25-8-2009                                                                     | Kaohsiung                                                                     | Hong Kong                                                                     | 0 – 0                                                                         | Corea del Nord                                                                | Coppa dell'Asia orientale 2010                                                | -                                                                             |                                                                               |
| 27-8-2009                                                                     | Kaohsiung                                                                     | Taipei cinese                                                                 | 1 – 2                                                                         | Corea del Nord                                                                | Coppa dell'Asia orientale 2010                                                | 1                                                                             |                                                                               |
| 25-5-2010                                                                     | Altach                                                                        | Grecia                                                                        | 2 – 2                                                                         | Corea del Nord                                                                | Amichevole                                                                    | 2                                                                             |                                                                               |
| 6-6-2010                                                                      | Tembisa                                                                       | Nigeria                                                                       | 3 – 1                                                                         | Corea del Nord                                                                | Amichevole                                                                    | 1                                                                             |                                                                               |
| 15-6-2010                                                                     | Johannesburg                                                                  | Brasile                                                                       | 2 – 1                                                                         | Corea del Nord                                                                | Mondiali 2010                                                                 | -                                                                             |                                                                               |
| 21-6-2010                                                                     | Città del Capo                                                                | Portogallo                                                                    | 7 – 0                                                                         | Corea del Nord                                                                | Mondiali 2010                                                                 | -                                                                             |                                                                               |
| 25-6-2010                                                                     | Nelspruit                                                                     | Corea del Nord                                                                | 0 – 3                                                                         | Costa d'Avorio                                                                | Mondiali 2010                                                                 | -                                                                             |                                                                               |
| 11-1-2011                                                                     | Doha                                                                          | Corea del Nord                                                                | 0 – 0                                                                         | Emirati Arabi Uniti                                                           | Coppa d'Asia 2011                                                             | -                                                                             |                                                                               |
| 15-1-2011                                                                     | Doha                                                                          | Iran                                                                          | 1 – 0                                                                         | Corea del Nord                                                                | Coppa d'Asia 2011                                                             | -                                                                             |                                                                               |
| 19-1-2011                                                                     | Ar Rayyan                                                                     | Iraq                                                                          | 1 – 0                                                                         | Corea del Nord                                                                | Coppa d'Asia 2011                                                             | -                                                                             |                                                                               |
| 2-9-2011                                                                      | Saitama                                                                       | Giappone                                                                      | 1 – 0                                                                         | Corea del Nord                                                                | Qual. Mondiali 2014                                                           | -                                                                             |                                                                               |
| 6-9-2011                                                                      | Pyongyang                                                                     | Corea del Nord                                                                | 1 – 0                                                                         | Tagikistan                                                                    | Qual. Mondiali 2014                                                           | -                                                                             |                                                                               |
| 11-10-2011                                                                    | Pyongyang                                                                     | Corea del Nord                                                                | 0 – 1                                                                         | Uzbekistan                                                                    | Qual. Mondiali 2014                                                           | -                                                                             |                                                                               |
| 11-11-2011                                                                    | Tashkent                                                                      | Uzbekistan                                                                    | 1 – 0                                                                         | Corea del Nord                                                                | Qual. Mondiali 2014                                                           | -                                                                             |                                                                               |
| 15-11-2011                                                                    | Pyongyang                                                                     | Corea del Nord                                                                | 1 – 0                                                                         | Giappone                                                                      | Qual. Mondiali 2014                                                           | -                                                                             |                                                                               |
| Totale                                                                        |                                                                               | Presenze                                                                      | 33                                                                            |                                                                               | Reti                                                                          | 15                                                                            |                                                                               |